# Marek Beylin
Marek Gustaw Beylin (ur. 17 lutego 1957) – polski dziennikarz i publicysta.

## Życiorys
Jest synem Pawła Beylina. Ukończył studia z zakresu historii sztuki na Uniwersytecie Warszawskim. W latach 70. i 80. działał w opozycji demokratycznej, w tym w ramach „Solidarności”. Redagował „Krytykę”, współpracował również z podziemnym „Tygodnikiem Mazowsze”. Po wprowadzeniu stanu wojennego został internowany na okres od 13 grudnia 1981 do 26 października 1982.
Od początku lat 90. współpracuje z „Gazetą Wyborczą”. W 1997 został jej stałym felietonistą. Później obejmował stanowiska zastępcy i szefa działu kultury w „GW” i następnie w „Gazecie Świątecznej”. W 1995 opublikował książkę Dziennik kampanii wyborczej. Klapa'95. W 2003 został szefem działu opinii „GW”.
Napisał biografię rzeźbiarki Aliny Szapocznikow, zatytułowaną Ferwor. Życie Aliny Szapocznikow, wydaną w 2015 w ramach serii „mówi muzeum” przez wydawnictwo Karakter oraz Muzeum Sztuki Nowoczesnej w Warszawie.
W 2011 prezydent Bronisław Komorowski odznaczył go Krzyżem Oficerskim Orderu Odrodzenia Polski.